# Fujian Sturgeons
El Fujian SBS Xunxing Sturgeons (en chino, 福建SBS浔兴) antes conocido como Fujian Xunxing es un equipo de baloncesto chino con sede en la ciudad de Jinjiang, Fujian, que compite en la Chinese Basketball Association (CBA). Disputa sus partidos en el Stadium Zuchang, con capacidad para 4.280 espectadores.

## Historia
El club se fundó en 1999, consiguiendo el ascenso a la CBA en 2004, acabando en su primera temporada en la última posición de la División Sur. En sus tres últimas temporadas ha conseguido clasificarse para los play-offs, aunque en todas las ocasiones ha caído en primera ronda. En su última temporada acabó en la sexta posición de la temporada regular.

## Plantilla actual
| Nº | Nac.                                  | Jugador      | Posición | Alt. |
| -- | ------------------------------------- | ------------ | -------- | ---- |
| 20 | Bandera de Estados Unidos             | Chris Porter | Alero    | 2,01 |
| 10 | Bandera de la República Popular China | Lu Xiaoming  | Base     | 1,76 |
| 13 | Bandera de la República Popular China | Gong Songlin | Escolta  | 1,95 |
| 23 | Bandera de la República Popular China | Yang Chao    | Alero    | 1,95 |
| 22 | Bandera de la República Popular China | Liu Yudong   | Alero    | 1,98 |
| 9  | Bandera de la República Popular China | Zhao Tailong | Escolta  | 1,93 |
| 55 | Bandera de Estados Unidos             | Shaun Pruitt | Pívot    | 2,08 |
| 6  | Bandera de la República Popular China | Sun Tiannong | Alero    | 2,00 |
| 11 | Bandera de la República Popular China | Zhu Shilong  | Escolta  | 1,91 |
| 8  | Bandera de la República Popular China | Lin Chenyao  | Escolta  | 1,95 |
| 15 | Bandera de la República Popular China | Yang Genglin | Pívot    | 2,08 |
| 7  | Bandera de la República Popular China | Zhang Yong   | Base     | 1,98 |
| 4  | Bandera de la República Popular China | Feng Tian    | Base     | 1,89 |

## Jugadores destacados
- Mario Austin
- Seamus Boxley
- Jason Dixon
- Chris Porter
- Tyrone Washington
- Jelani McCoy
- Delonte West
- Josh Fisher